# Kirsten Ortwed

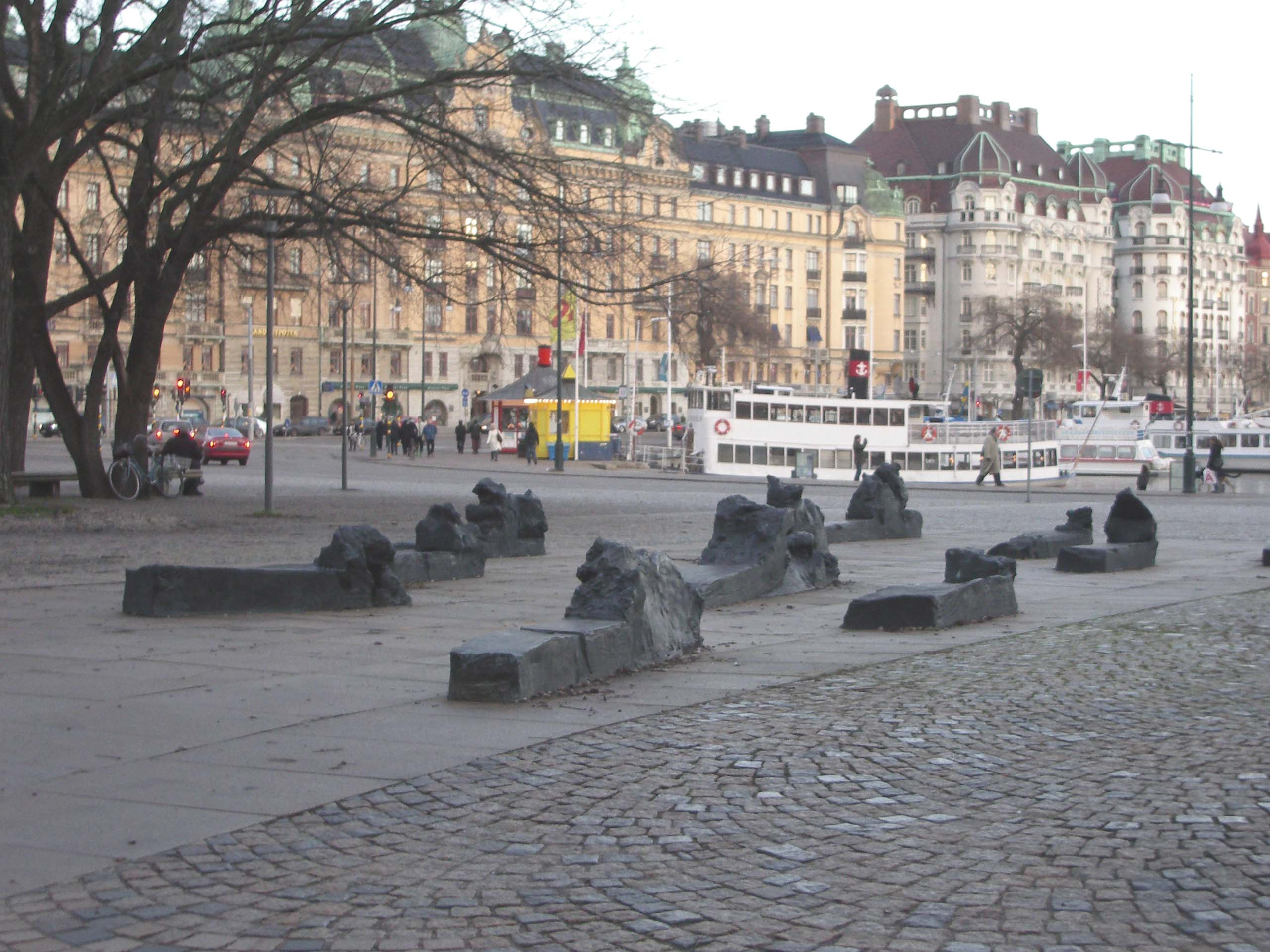
Till Raoul Wallenberg, brons, Raoul Wallenbergs torg i Stockholm.

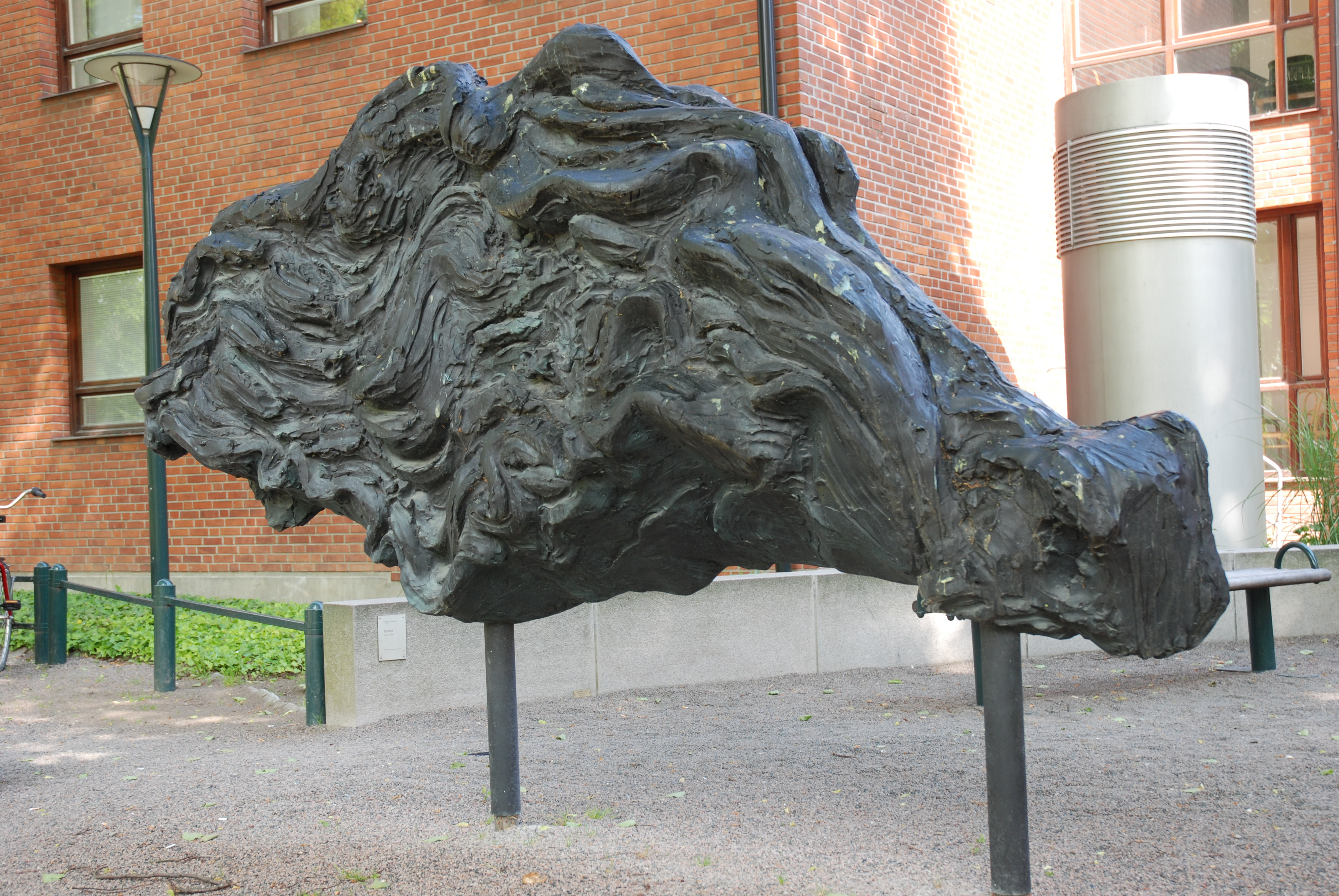
Syntax i Lund.

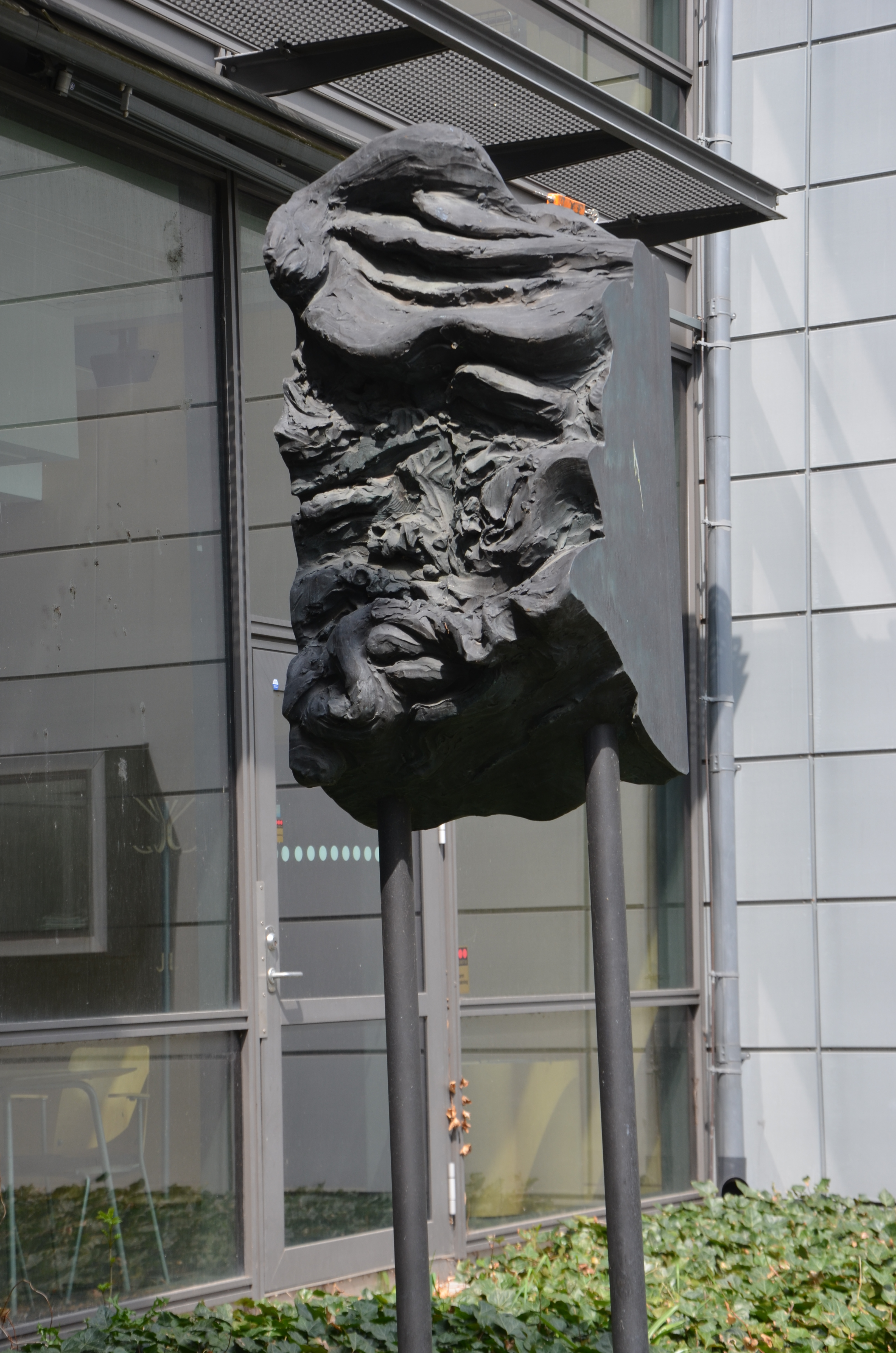
Sektion i Lund.

Kirsten Møller Ortwed, född 28 maj 1948 i Virum på Själland, är en dansk skulptör, målare och formgivare.

## Utbildning och levnad
Kirsten Ortwed är dotter till inspektören Nicolaus Rudolf Møller och Karin Johanne Ortwed. Hon utbildade sig först i textilhantverk 1967–1969 och därefter på Det Kongelige Danske Kunstakademi i Köpenhamn för Arthur Køpcke och Gunnar Aagaard Andersen. Hon har undervisat Skolen for Brugskunst och på Kunstakademiet.
Kirsten Ortwed är en av de danska nutida skulptörer som fått uppmärksamhet internationellt. Hon använder sig av skilda material, från prefabricerade betongelement och färdiga föremål till klassiska material som lera och gips. År 1997 representerade hon Danmark på konstbiennalen i Venedig med konstverket Tons of Circumstances. Hon vann efter en tävlan 1998 Stockholms stads uppdrag att skapa ett minnesmärke över Raoul Wallenberg.
Kirsten Ortwed har sina rötter i 1960-talets minimalism och konceptkonst. Hon bor och arbetar sedan 1982 i Köln i Tyskland. och har sedan 1996 också periodvis arbetat i staden Pietrasanta nära marmorbrotten i Toscana i Italien. Hon är sedan 1978 sambo med målaren Troels Wörsel.
Hon fick 1995 Eckersbergmedaljen och 2002 Thorvaldsenmedaljen.

## Offentliga verk i urval
- Brønden (1995–1996), brons och granit, Anlægstorvet i Aars på Jylland
- Ædeltårnet (1995–1996), onyx och marmor, Kirketorvet i Aars på Jylland
- Till Raoul Wallenberg (1998–2001), brons, Raoul Wallenbergs torg i Stockholm
- Beringsøen (2000–2002), brons och granit, Horsens på Jylland
- Terra Vento, (2003), brons, vestibulen i Clarion Hotel, Ringvägen, Stockholm
- Stene til gårdrum (2000–2004), marmor och granit, Frederiksbergs Gymnasium i Köpenhamn
- Syntax (2000–2004), Sölvegatan, Språk- och Litteraturcentrum, Lunds universitet
- Sektion (2000–2004), Språk- och Litteraturcentrum, Lunds universitet
- Platform (2004–2006), brons och granit, Østjylland Statsfængsel i  Horsens
- Full length (2006–2008), brons, 12 meter långt, Statens Museum for Kunst i Köpenhamn